# Renato Bizzozzero
Renato Bizzozzero (auch: Bizzozero, * 7. September 1912 in Lugano; † 10. November 1994 in Buenos Aires, Argentinien) war ein Schweizer Fussballtorhüter. Er nahm mit der Nationalmannschaft seines Landes an den Fussball-Weltmeisterschaften 1934 und 1938 teil.

## Karriere

### Verein
Auf Vereinsebene spielte Bizzozzero im Seniorenbereich für den FC Lugano, mit dem er 1938 und 1941 die Schweizer Fussballmeisterschaft gewann. In den Spielzeiten 1938/39 und 1940/41 war er der Torhüter mit den wenigsten Gegentoren pro Einsatz in der Nationalliga. Die letzte Spielzeit seiner Karriere verbrachte Bizzozzero in der Saison 1944/45 beim Drittligisten FC Chiasso.

### Nationalmannschaft
Ohne zuvor ein Länderspiel bestritten zu haben, wurde Bizzozzero in das Schweizer Aufgebot für die Fussball-Weltmeisterschaft 1934 in Italien berufen. Er kam in den beiden Spielen im Achtelfinal gegen die Niederlande und im Viertelfinal gegen die Tschechoslowakei jedoch nicht zum Einsatz.
Sein Debüt in der Schweizer Fussballnationalmannschaft gab Bizzozzero am 27. Januar 1935 beim 0:4 im Freundschaftsspiel gegen Deutschland. Sein letztes von insgesamt 19 Länderspielen bestritt Bizzozzero am 8. Mai 1938, knapp einen Monat vor Beginn der Weltmeisterschaft 1938 in Frankreich, beim 0:3 im Freundschaftsspiel gegen Belgien. Zwar wurde er erneut für das Schweizer Kader bei der Weltmeisterschaft nominiert, aber wie bereits 1934 nicht eingesetzt.

## Erfolge
- Schweizer Meister: 1938, 1941